# Verdèse
Verdèse település Franciaországban, Haute-Corse megyében. Lakosainak száma 43 fő (2022. január 1.). Verdèse Polveroso, Nocario és Piedicroce községekkel határos.

## Népesség
A település népessége az elmúlt években az alábbi módon változott:
| Lakosok száma | 75   | 35   | 11   | 26   | 37   | 35   | 37   | 42   | 42   | 43   |
|               | 1968 | 1982 | 1990 | 2006 | 2013 | 2015 | 2017 | 2019 | 2020 | 2022 |